# Titularbistum Ala Miliaria
Ala Miliaria (lateinisch Dioecesis Alamiliarensis) ist ein Titularbistum der römisch-katholischen Kirchen in Nordalgerien. 
Das Titularbistum ist nach dem spätantiken Bischofssitz Ala miliaria (Mauretania Caesariensis) benannt.
| Titularbischöfe von Ala Miliaria |                      |                                                   |                   |                 |
| Nr.                              | Name                 | Amt                                               | von               | bis             |
| 1                                | Nicholas Laudadio SJ | Emeritierter Bischof von Galle (Sri Lanka)        | 26. Mai 1964      | 1. April 1969   |
| 2                                | Antoni Adamiuk       | Weihbischof in Oppeln (Polen)                     | 6. Juni 1970      | 25. Januar 2000 |
| 3                                | Rainer Klug          | Weihbischof in Freiburg im Breisgau (Deutschland) | seit 23. Mai 2000 |                 |